# Пятчиц, Николай Митрофанович
Никола́й Митрофанович Пятчиц (2 января 1947 года — 31 марта 1994 года) — депутат Государственной думы первого созыва.

## Биография
Работал испытателем двигателей на автозаводе ЗИЛ.
В 1993 году избран депутатом Государственной думы. Был членом Комитета Государственной Думы по экономической политике, входил во фракцию КПРФ.
Умер 31 марта 1994 года. Мандат перешел Владимиру Фролову.
В июле 1995 года ГД приняла, а в августе того же года Борис Ельцин подписал Федеральный закон «О жилищном, материальном обеспечении и медицинском обслуживании вдовы Н. М. Пятчица», согласно которому сыну и вдове Пятчица в частности выдали двухкомнатную квартиру в Москве.